# حفرية إل إتش 4

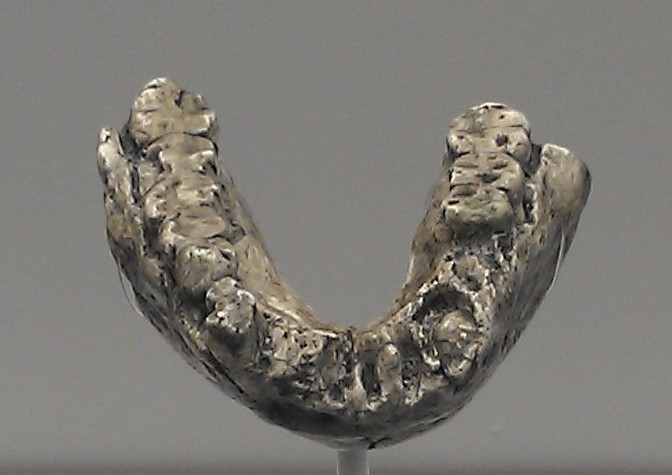

إل إتش 4 (أو القردة العليا في لاتولي 4) (بالإنجليزية: Laetoli Hominid 4)، هو رقم الكاتالوج الخاص بالفك السفلي الأحفوري الذي اكتُشف من قبل ميري ليكي في عام 1974 في منطقة لاتولي في تنزانيا.
وجدت ميري ليكي وفريقها المكوّن من يوهانسون و وايت بين عامي 1974 و 1977 42 سن من أسنان القردة العليا المرتبطة بعظم الفك. كان واحدٌ منهم (أل إتش 4)، عيّنةً رائعة بتسعة أسنان. وصف وايت الأحفوريات، واختار اسم (أل إتش 4) ليدل على الأنواع الجديدة.

## الملاحظات
يتراوح عمر العينة بين 2.9 و 3.9 مليون سنة، وهي الفك السفلي لحفرية أوسترالوبيثيكوس أفارينيسيس بالغ، ويتواجد فيه كامل الأضراس وناب كبير نسبيًا. [6] معظم الأسنان الأمامية والفرعية مفقودة. وُجدت الأقواس السنية في حالةٍ جيدة حيث يكاد التويشه لا يظهر عليها أبدًا.